# Mieczysław Struk
Mieczysław Emil Struk (ur. 1 stycznia 1961 w Jastarni) – polski samorządowiec. Od 2010 marszałek województwa pomorskiego.

## Życiorys
Syn Franciszka i Anny. Urodził się w Jastarni, w rodzinie od pokoleń związanej z Mierzeją Helską. Ukończył studia na Wydziale Turystyki i Rekreacji Akademii Wychowania Fizycznego we Wrocławiu oraz studia doktoranckie na Wydziale Zarządzania i Ekonomiki Usług Uniwersytetu Szczecińskiego. Ukończył także studia podyplomowe organizacji i zarządzania oraz integracji europejskiej na Uniwersytecie Gdańskim.
Przez ostatnie dwa lata działalności rad narodowych (1988–1990) sprawował funkcję naczelnika Jastarni, powołany został przez wojewodę Mieczysława Cygana z Polskiej Zjednoczonej Partii Robotniczej. W latach 1990–2002 zajmował stanowisko burmistrza tej miejscowości. W wyborach parlamentarnych w 1991 kandydował do Sejmu z listy koalicji Polskiej Partii Ekologicznej i Polskiej Partii Zielonych. Należał później do Stronnictwa Konserwatywno-Ludowego. Od 2001 związany z Platformą Obywatelską. Został też członkiem Zrzeszenia Kaszubsko-Pomorskiego.
W 1998, 2002 i 2006 wybierany na radnego sejmiku pomorskiego. W latach 2002–2005 przewodniczył zarządowi Komunalnego Związku Gmin we Władysławowie. W 2005 został powołany na urząd wicemarszałka województwa w zarządzie kierowanym przez Jana Kozłowskiego, utrzymał tę funkcję również po wyborach w 2006. 22 lutego 2010 po rezygnacji Jana Kozłowskiego objął stanowisko marszałka województwa. W kolejnych wyborach w 2010, 2014, 2018 i 2024 utrzymywał mandat radnego województwa. W 2010, 2014, 2018 i 2024 powoływany przez radnych na marszałka województwa w zarządach IV, V, VI i VII kadencji.
W 2019 przeciwko politykowi skierowano akt oskarżenia obejmujący sześć zarzutów dotyczących złożenia fałszywych oświadczeń majątkowych za lata 2013–2016. Polityk od początku nie przyznawał się do winy. 4 stycznia 2021 sąd rejonowy w I instancji uniewinnił go od czterech zarzucanych mu czynów, co do pozostałych dwóch warunkowo umorzył postępowanie na okres 2 lat, orzekając świadczenie 10 tys. zł. 18 sierpnia 2021 tego samego roku Sąd Okręgowy w Gdańsku, po rozpatrzeniu apelacji wniesionych przez strony, utrzymał wyrok w części uniewinniającej, uniewinnił samorządowca od kolejnego czynu, a także pozostawił warunkowe umorzenie postępowania co do ostatniego czynu (niewykazania kwoty 38 tys. zł na rachunku bankowym), przy czym okres próby skrócił do 1 roku, a świadczenie obniżył do 8 tys. zł.
W 2021 został przewodniczącym PO w województwie pomorskim, wygrywając wybory na tę funkcję z posłanką Agnieszką Pomaską.
Uprawia żeglarstwo, 27 sierpnia 2011 uratował dwoje pływaków na Zatoce Puckiej.

## Odznaczenia i wyróżnienia
- Złoty Krzyż Zasługi (2012)[14]
- Odznaka honorowa „Za Zasługi dla Turystyki” (2007)
- Odznaka Honorowa za Zasługi dla Samorządu Terytorialnego (2015)[15]
- Brązowa Odznaka „Zasłużony dla Ochrony Przeciwpożarowej” (2013)[16]
- Medal „Pro Bono Poloniae” (2024)[17]
- Order Krzyża Ziemi Maryjnej III klasy (Estonia, 2014)[18]
- Tytuł honorowego obywatela Pucka[19]